# Costante di Boltzmann
In meccanica statistica la costante di Boltzmann, {\displaystyle k_{B}} (anche indicata con κ) è una costante dimensionale che stabilisce la corrispondenza tra grandezze della meccanica statistica e grandezze della termodinamica, per esempio tra temperatura ed energia termica o tra probabilità di uno stato ed entropia (teorema Η). Per ragioni storiche, ad esempio anche la temperatura assoluta è stata definita operativamente, e anche nel Sistema Internazionale è tradizionalmente misurata con unità proprie (come il kelvin, e il rankine) sulla base di proprietà notevoli di alcuni materiali (nel caso del kelvin il punto triplo dell'acqua). La meccanica statistica sin dal lavoro pionieristico di Boltzmann ha però dimostrato che la temperatura è una forma di energia termica, ed è legata all'agitazione termica delle molecole di cui il materiale è composto.

## Descrizione
La costante di Boltzmann è una costante dimensionale di conversione tra la temperatura espressa nelle unità proprie e la stessa espressa nelle unità dell'energia (nel sistema internazionale, il joule): nel sistema internazionale è quindi espressa in {\displaystyle J/K}, le stesse unità di misura dell'entropia e della capacità termica. 
Il valore della costante dimensionale è esatto, e figura come una delle sette costanti determinanti del Sistema Internazionale.
{\displaystyle k_{\mathrm {B} }=1{,}380\,649\times 10^{-23}\mathrm {\ J\,K^{-1}} \ \mathrm {(esatto)} }.
La costante di Boltzmann nel sistema internazionale con la temperatura misurata in kelvin sostituisce due costanti empiriche: la costante universale dei gas {\displaystyle R} e la costante di Avogadro {\displaystyle N_{A}}:
{\displaystyle k_{\mathrm {B} }={\frac {R}{N_{\mathrm {A} }}}}
La costante di Boltzmann può essere espressa anche in altre unità di misura:
{\displaystyle k_{\mathrm {B} }=8{,}617\,333\,262...\times 10^{-5}\mathrm {\ eV\,K^{-1}} \ \mathrm {(esatto)} }
{\displaystyle k_{\mathrm {B} }=1{,}380\,649\times 10^{-16}\mathrm {\ erg\,K^{-1}} \ \mathrm {(esatto)} }

## Legge dei gas ideali
La costante di Boltzmann, {\displaystyle k_{B}}, agisce da ponte tra i modelli e le equazioni della fisica che governano il mondo macroscopico e quelle che regolano il mondo microscopico. Nella sua forma empirica originaria, l'equazione di stato dei gas perfetti era stata enunciata dicendo che in un gas ideale, il prodotto della pressione {\displaystyle p} e del volume {\displaystyle V} è proporzionale alla quantità di sostanza {\displaystyle n} (in mole) moltiplicata per la temperatura assoluta {\displaystyle T}, ovvero con l'equazione:
{\displaystyle pV=nRT\,}
dove {\displaystyle R} è la costante dei gas (il cui valore è 8,314 462 618... J K−1 mol−1). Questa espressione può essere semplificata notevolmente pur mantenendo tutto il suo contenuto teorico. Innanzitutto si passa ad una descrizione locale dividendo per il volume:
{\displaystyle p=n_{m}RT\,}
dove {\displaystyle n_{m}} è la densità molare (mol/m3). Introducendo nell'equazione la densità numerica {\displaystyle n}, pari alla densità molare moltiplicata per la costante di Avogadro, si ottiene:
{\displaystyle p=n{\frac {R}{N_{A}}}T\,}
In questo modo emerge la costante di Boltzmann:
{\displaystyle p=nk_{B}T\,}
Infine, esprimendo la temperatura in unità di misura di energia (ad esempio nel Sistema Internazionale, in Joule), ovvero ridefinendola come:
{\displaystyle T:=k_{B}T\,}
e indicando con n semplicemente la densità numerica, l'equazione diventa semplicemente:
{\displaystyle p=nT\,}

## Equipartizione dell'energia
Il teorema di equipartizione dell'energia afferma che se un microsistema ha {\displaystyle f} gradi di libertà, l'energia termica di questo sistema in condizioni di equilibrio alla temperatura fondamentale {\displaystyle T=k_{\mathrm {B} }T_{a}} è:
{\displaystyle E_{\mathrm {K} }={\frac {1}{2}}\,m\langle v^{2}\rangle ={\frac {f}{2}}\,\,T={\frac {f}{2}}\,k_{\mathrm {B} }\,T_{a}}
In un gas nobile alla temperatura fondamentale {\displaystyle T}, dato che ci sono unicamente i tre gradi di libertà traslazionali, l'energia termica è:
{\displaystyle E_{\mathrm {K} }={\frac {3}{2}}\,T={\frac {3}{2}}\,k_{\mathrm {B} }\,T_{a}}
dove:
- {\displaystyle E_{\mathrm {K} }} è l'energia cinetica media di una molecola
- {\displaystyle m} è la massa di una molecola
- {\displaystyle \langle v^{2}\rangle } è la velocità quadratica media o velocità di agitazione termica,
- {\displaystyle T} è la temperatura fondamentale.
- {\displaystyle T_{a}} è la temperatura assoluta.

La costante di Boltzmann è la costante di proporzionalità tra la temperatura assoluta e la temperatura fondamentale del sistema. Questo teorema è valido solo nel caso in cui non vi è quantizzazione dell'energia, oppure nel caso in cui la separazione dei livelli energetici sia notevolmente inferiore a {\displaystyle T}.
Questa stessa espressione può essere ricavata dalla teoria cinetica dei gas partendo dalla relazione:
{\displaystyle p={\frac {2}{3}}\,n\langle v^{2}\rangle }
La pressione esercitata da un gas su una parete di un recipiente cubico di lato {\displaystyle l} è data da:
{\displaystyle p={\frac {1}{l^{2}}}\sum _{k=1}^{N/3}f_{k}={\frac {1}{l^{2}}}\sum _{k=1}^{N/3}{\frac {\Delta p_{k}}{\Delta t}}}
dove {\displaystyle f_{k}} è la forza esercitata da una molecola che urta la parete subendo un cambiamento di impulso
{\displaystyle \Delta p_{k}} in un tempo {\displaystyle \Delta t}.
Indicando con {\displaystyle m_{k}} la massa e con {\displaystyle v_{k}} la velocità della generica molecola, si ottiene:
{\displaystyle \Delta p_{k}=2\,m_{k}\,v_{k}\ \ } e {\displaystyle \ \ \Delta t={\frac {2\,l}{v_{k}}}}.
Sostituendo questi valori nell'ultima espressione 
{\displaystyle \sum _{k=1}^{N/3}{\frac {m_{k}\,v_{k}^{2}}{2}}={\frac {1}{3}}N\,\langle v^{2}\rangle }.
si ricava:
{\displaystyle p=nT}
dove {\displaystyle n} è il numero dei microsistemi per unità di volume o densità numerica. Questa è l'equazione di stato dei gas ideali.

## Entropia di Boltzmann

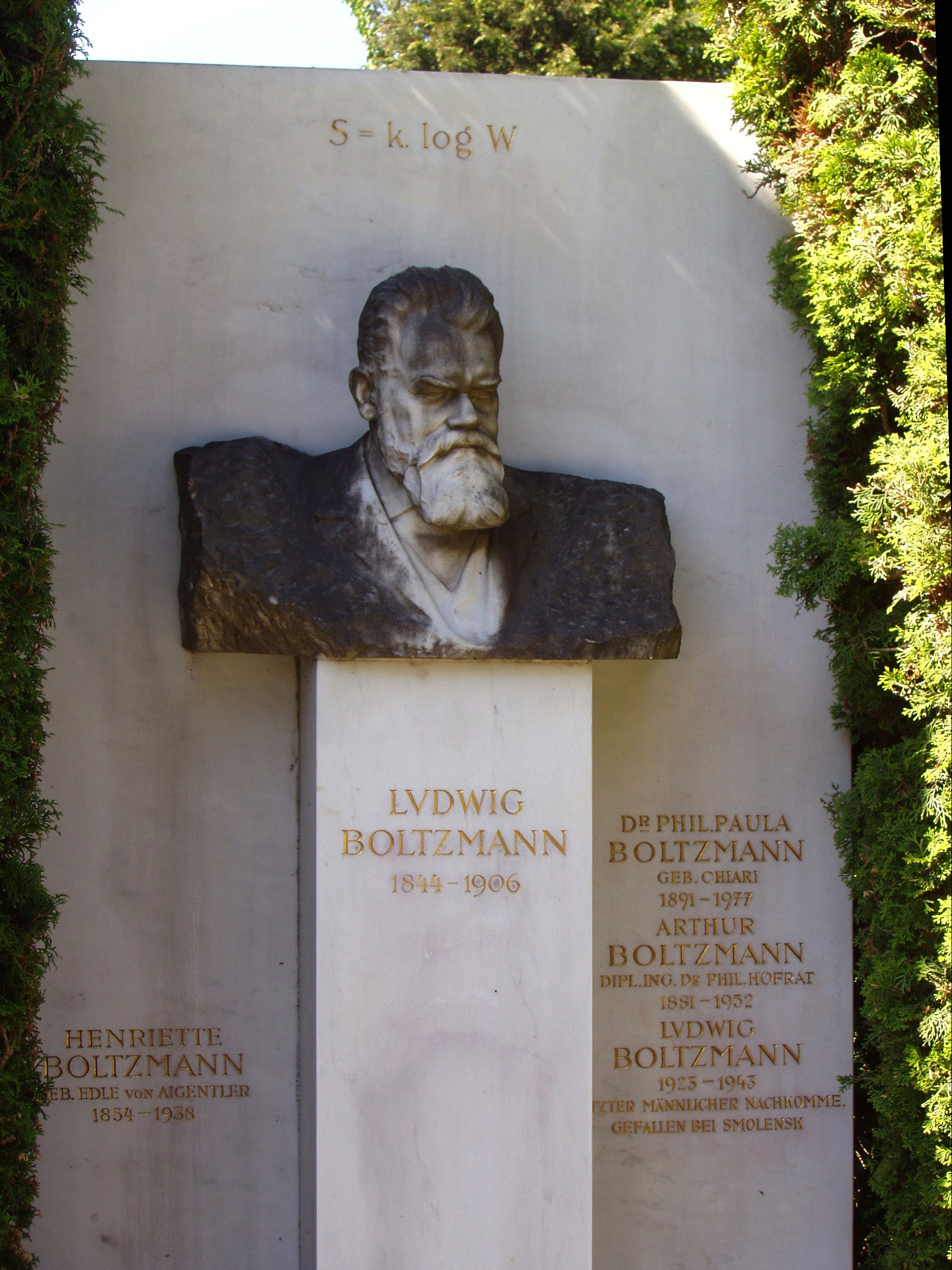
Tomba di Boltzmann a Vienna, con il busto dello scienziato e in alto la formula dell'entropia.

In meccanica statistica l'entropia viene definita come il prodotto fra la costante dimensionale di Boltzmann e il logaritmo naturale di {\displaystyle W}, il numero di microstati coerenti con le condizioni al contorno del sistema:
{\displaystyle S=k~\ln \ W}
Questa definizione statistica di entropia, che risulta coerente con la relazione empirica di Carnot che costituisce una definizione nella termodinamica primitiva, è uno dei traguardi più importanti raggiunti dalla meccanica statistica.

## Storia
Boltzmann fu il primo a mettere in relazione entropia e probabilità nel 1877, ma sembra che tale relazione non sia mai stata espressa con una specifica costante finché Planck, nel 1900 circa introdusse per primo la costante {\displaystyle k}, calcolandone il valore preciso, e dedicandola a Boltzmann. Prima del 1900, le equazioni in cui ora è presente la costante di Boltzmann non erano scritte utilizzando l'energia delle singole molecole, ma presentavano la costante universale dei gas {\displaystyle R} e l'energia macroscopica del sistema.
Infatti l'equazione {\displaystyle S=k_{B}\ln W} presente sulla tomba di Boltzmann è dovuta a Planck, che la introdusse nello stesso articolo in cui introdusse la costante di Planck {\displaystyle h}. Come Planck ha scritto nella sua Nobel lecture nel 1920:
L'espressione "situazione particolare" è riferita al grande dibattito dell'epoca sul concetto di atomo e molecola: nella seconda metà del XIX secolo c'era un notevole disaccordo sulla concretezza di atomi e molecole, oppure se bisognasse considerarli modelli ideali utili soltanto nella risoluzione dei problemi. Inoltre c'era disaccordo sul fatto che le "molecole chimiche" (misurate attraverso i pesi atomici) coincidevano oppure no con le "molecole fisiche" (misurate con la teoria cinetica).
(Max Planck)
Nel 2013 ai National Physical Laboratory nei pressi di Londra, usando le risonanze di onde acustiche e microonde per determinare le velocità del suono di un gas monoatomico in una camera dalla forma di ellissoide triassiale, è stato misurato un accurato valore della costante di Boltzmann. Il nuovo valore proposto 1,380 651 56 (98) × 10−23 J K−1 è in attesa di essere accettato dal Sistema internazionale di unità di misura.